# フロンティア・マーシャルアーツ・レスリング
フロンティア・マーシャルアーツ・レスリングは、かつて存在した日本のプロレス団体。略称はFMW（エフ・エム・ダブリュー）。コンセプトは「おもちゃ箱をひっくり返したような団体」。FMWの崩壊後に設立されたスーパーFMW（スーパー・エフ・エム・ダブリュー）、超戦闘プロレスFMW（ちょうせんとうプロレス・エフ・エム・ダブリュー）、FMWE（エフ・エム・ダブリュー・イー、エフ・エム・ダブリュー・エクスプロージョン）についても記述している。

## 概要
日本におけるインディー団体の草分け的存在で日本で初めて男女混合試合、男女ミゼット混合試合、女子選手だけの単独興行も手がける男女混合プロレス団体でもあり、ハードコアマッチの先駆的存在でもあった。FMWの成功はインディー団体の乱立を招くことになり、1990年代以降は日本のプロレス界が多団体時代を迎える影響を及ぼした。

## 歴史

### 大仁田厚体制
1989年7月28日、大仁田厚が全日空ホテルで記者会見を行って手元にあった全財産5万円の資金で設立。10月6日に露橋スポーツセンターでプレ旗揚げ戦、10月10日に後楽園ホールで旗揚げ戦を開催。旗揚げ2連戦には「格闘技の祭典（1989年7月2日に開催）」で大仁田と遺恨が勃発した青柳政司との抗争を軸にターザン後藤、栗栖正伸、徳田光輝、松永光弘らが参戦。初期はボクシング、キックボクシング、ムエタイ、テコンドー、サンボ、空手、柔道などプロレス以外の選手が参戦して異種格闘技戦的な要素が強かった。しかし、その意味付けは隆盛だったUWFへの対抗心（あるいは皮肉）によるところが大きかった。資金難を始め様々な面で既存メジャー団体に劣っていたFMWが選んだのは「何でもあり」をキーワードにしてアイデアで勝負する道だった。FMWの看板と位置付けて行ったのがデスマッチで日本初の様々なデスマッチ形式の試合を敢行していた。
1990年1月7日、後楽園ホール大会でプロレス、キックボクシング、テコンドー、サンボの選手が競う「総合格闘技オープントーナメント」を開催。栗栖がイス攻撃を駆使して優勝。8月4日、レールシティ汐留大会で開催した大仁田対後藤によるノーロープ有刺鉄線電流爆破デスマッチでFMWの浮沈をも賭けた。その思惑は当たって一躍注目を浴びるようになったFMWは一大センセーションを呼んでUWFを除けばメジャー団体だった新日本プロレスと全日本プロレスに匹敵する第3勢力になった。大仁田はFMWの宣伝目的もあってテレビなどのメディアに出演してタレント並みの知名度を得たことでFMWの知名度も全国区になってニュース番組、TBSの番組「ギミア・ぶれいく」などでドキュメンタリーが放送された。
1991年9月23日、初の川崎球場大会を開催。同日に約10km離れた場所では新日本プロレス横浜アリーナ大会が開催されて1万8千人もの観客を動員したこともあって「時期尚早では」と言われた。しかし、蓋を開けてみれば約3万3千人の動員に成功。11月20日から12月8日、プロレス、ボクシング、キックボクシング、テコンドー、サンボ、柔道の選手が競う「世界最強総合格闘技タッグリーグ戦」を開催。東京ベイNKホール大会で優勝決定戦が行われて大仁田&後藤組が優勝。
1992年5月6日、ニチイ三田店駐車場特設会場大会で大仁田&後藤組対ザ・シーク&サブゥー組によるファイヤーデスマッチを日本で初めて行って大きな話題になった。しかし、予想以上に炎の勢いが強すぎて選手が酸欠状態になり、シークが大火傷を負うなど試合は不成立になった。9月19日、初の横浜スタジアム大会を開催。11月20日から12月7日、「世界最強ストリートファイトタッグリーグ戦」を開催。大阪府立体育会館大会でノーロープ有刺鉄線バリケードマットトルネードタッグデスマッチによる優勝決定戦が行われて大仁田&グリゴリー・ベリチェフ組が優勝。試合終了後、大仁田は道頓堀川に飛び込んだ。
1993年5月5日に2度目の川崎球場大会、8月22日に初の阪急西宮スタジアム大会を開催して経営規模は順調に拡大していった。その一方で全国日本各地の駐車場や空き地で小さな興行も欠かさず開催して津々浦々にファンを増やしていった。デスマッチ中心のプロレス団体として1991年5月に分裂した代表の大迫和義、レフェリーの川並政嗣、リングアナウンサーの大宝拓治、ブッカーの茨城清志、ミスター・ポーゴらが率いるW★INGプロモーションとは激しい興行戦争になったが、資金面に劣るW★INGから看板選手のポーゴを引き抜き返してW★INGを壊滅させてインディー団体の最高峰に立った。 
1994年1月7日から1月18日、「有刺鉄線タッグトーナメント」を開催。三郷市総合体育館大会で優勝決定戦が行われてザ・グラジェーター&ビッグ・タイトン組が優勝。5月5日、FMW川崎球場大会で自らの土俵である電流爆破マッチに持ち込みながらも天龍源一郎に敗れた大仁田は引退を決意。日本全国で1年間の「日本全国縦断 大仁田厚メモリアル引退ツアー」が行われた。4月23日、東京イン・アネックスで後藤、ミスター雁之助、市原昭仁が記者会見を行って退団することを発表。
1995年5月5日、川崎球場大会で大仁田が引退試合を行った。なお、当初は後藤が引退試合の相手に決まっていたが後藤の退団により、再考を余儀なくされた大仁田は名乗りを上げていた東京プロレスの石川敬士を指名したが、調印式直前に名乗りを上げたハヤブサが石川の了解を得て引退試合の相手を務めた。大仁田は引退後、代表を退任してFMWと無関係になった。

### 荒井昌一体制による「新生FMW」
8月7日、新たに運営会社を設立してリングアナウンサー兼企画部長でFMWの関連子会社「FMWクリエイティブ」の取締役広報部長だった荒井昌一が代表に就任。新会社の株の割合は大仁田が53%、荒井が47%だった。「大仁田がいなければFMWは3ヶ月で潰れる」というような声をよそに大仁田の引退後もFMWは持ちこたえた。5月28日、後楽園ホール大会を皮切りにハヤブサを中心にW★ING金村、黒田哲広、田中正人、工藤めぐみらの若い力が活力を蘇らせて大仁田体制の胡散臭さ、怪しさを押し出したスタイルとは異なる試合を行って後にハードコアスタイルと呼ばれる激しい戦いがファンの支持を得た。ハヤブサが腕を負傷して半年欠場の間も金村と田中によるライバルストーリーがファンの支持を得てパワーは落ちなかった。
1996年5月5日、川崎球場大会のメインイベントでハヤブサ&田中組対ポーゴ&テリー・ファンク組戦を行ってビッグマッチを成功させた。しかし、もう1度スポットライトを浴びたいと願う大仁田は復帰を画策。12月11日、ポーゴを引退させてポーゴの最後の願いとして大仁田とのタッグ結成をファンに乞うというアングルで駒沢オリンピック公園体育館大会で強引に復帰。この頃からハヤブサ、金村、田中ら若い世代へ期待する路線と創始者の大仁田への回帰路線という2つの方向性が生まれてFMWは混乱し始めた。大仁田が突然、ZENという団体内団体を設立したのも2つの方向性を両立させようとするFMWのフロントによる苦心の結果である。また、経営陣と大仁田の間には大仁田の給料を巡って金銭トラブルが多発していたとされる。
1997年、WARを退団した冬木弘道、邪道、外道が参戦して金村、雁之助らとユニット「TNR」を結成してFMWの歴史上でも最も存在感の大きなユニットになった。

### ディレクTVとの契約 - エンターテイメント路線
日本に進出を図ったディレクTVがキラーコンテンツの1つとしてFMWを選んだ。1998年3月、3年3億円で契約してテレビ放映を手にしてFMWは最大のインディー団体と言われるようになる。契約を結んだFMWは制作費の提供を受けてグレードアップしたエンターテイメント路線を走り始めた。4月30日、横浜文化体育館大会でエンターテイメント路線の第1弾としてハヤブサ対雁之助、大仁田対冬木、田中対バンバン・ビガロ、黒田&グラジエーター組対スーパー・レザー&ホーレス・ボウダー組、金村対新崎人生などが行われて、いずれも好勝負になった。5月、荒井と所属選手が一丸になって大仁田に対して撤退を要求。11月20日、横浜文化体育館大会を最後に大仁田はFMWを離れた。
1999年3月29日から5月3日、「FMW統一機構最強タッグリーグ戦」を開催。愛知県武道館大会で優勝決定戦が行われて黒田&田中組が優勝。5月5日、横浜文化体育館大会からエンターテイメント路線にシフトチェンジを行って、6月15日に後楽園ホール大会で敗者ドッグフードマッチ（敗者はドッグフードを食べる）、8月20日に後楽園ホール大会で「おばけ屋敷」と銘打った企画興行（試合会場に、お化け屋敷をイメージした飾り付けがされていた）、10月29日に後楽園ホール大会で敗者肛門爆破マッチ（敗者は肛門にダイナマイトを着けて爆破させる。ちなみに試合結果はノーコンテスト）など、これまでの日本では考えられなかったショー要素の強いプロレスを展開。さらにAV男優のチョコボール向井、AV女優の若菜瀬奈、演歌歌手の谷本知美などのプロレス経験がない素人までを試合に参加させてファンの話題と反発を呼んだ。10月29日、後楽園ホール大会でHと偽ハヤブサが乱闘を起こして一般人はおろか杉作J太郎までも巻き込まれて警備員に制止される羽目になった（さらにHがディレクTVの1000万円相当業務用ビデオカメラを叩き壊したりもしている）。11月23日、横浜アリーナ大会「FMW10周年記念興行」にドリー・ファンク・ジュニア、テリー・ファンク、ショーン・マイケルズ、ボールズ・マホーニー、レイヴェン、トミー・ドリーマー、ウィリー・ウィリアムス、マリア・ホサカ、ジャズを招聘。しかし、興行的には失敗して経営状態は一気に悪化していった。

### ディレクTVの撤退 - 迷走
2000年3月、ディレクTVが業績不振のため、日本での事業続投を断念してスカイパーフェクト・コミュニケーションズへ事実上統合になった。FMWのPPV放送はスカイパーフェクTV!に引き継がれたが放映権料は大幅に下がって経営悪化は一気に拍車がかかった状況になった。
2001年3月5日、後楽園ホール大会でネイキッドマンマッチ（敗者は全裸になる）が行われてファンはおろかマスコミからも反発を受けた。荒井は自著で「失笑すらおきない大顰蹙を買い、さらにネイキッドマンマッチに関しては事前に「敗者を全裸にする」と告知していたため、試合会場に私服警官が現れて呼び出しを受けた」と述べている。さらに観客の前で荒井に対して偽の尿を浴びせるといった下品なストーリー展開も行われた。このような事態がFMWの迷走ぶりを示していたと言える。8月11日、駒沢オリンピック公園体育館大会で話題作りのためか荒井が率いる正規軍3人（ハヤブサ、黒田、バイオモンスターDNA）、冬木軍（冬木、金村、雁之助）によるFMW会社経営権強奪株式譲渡3大シングルマッチが行われて冬木軍が勝利して経営権を奪われる。ただし、これはあくまでもアングルであって実際にはFMWが倒産まで荒井が代表を務めていた。10月22日、後楽園ホール大会の試合中にハヤブサが頸椎を損傷して長期欠場を余儀なくされた。この時、シリーズの日程が異常ともいえるほどのハードスケジュールで当日にハヤブサは発熱していたと荒井の著書に記されている。
2002年1月6日、後楽園ホール大会で雁之助が負傷して長期欠場を余儀なくされた。看板選手の長期欠場は経営基盤の弱いFMWには致命傷になった。この間にも荒井はコストカットのために田中、邪道、外道、中山香里の契約解除を行うなどFMWの危機は一般のファンにも明らかになった。

### 崩壊 - 荒井昌一の自殺
2月15日、2日連続（同月14日と15日）で不渡りを出して事実上倒産（負債総額は3億円）。経営不振の中で荒井はたった1人で金融業者28社から3000万円を借り入れていたと言われている。その他には運営の責任感を背負っていたこともあり、家の権利書まで持ち出そうとした。実際に赤字続きで首が回らなくなった際にもちゃんと所属選手にはギャランティーが支払われていたという。借金取りから逃れるために失踪していた荒井は著書「倒産!FMW カリスマ・インディー・プロレスはこうして潰滅した」（2002年4月1日）を執筆後、5月16日に生家近くの公園で首吊り自殺。その前日付けの消印でFMW関係者宅に「ご迷惑をおかけしました」といった文書が届いていたことも明らかになった。日本最大のインディー団体は代表の自殺という最悪の終焉を迎えた。この事件は「乱立するインディー団体へのメッセージ」として安易に旗揚げできるインディー団体に対しての警鐘ともなった。

### 崩壊後
3月、冬木を中心としたメンバーはWEWを設立。5月4日、大仁田が後楽園ホールでプロレスプロモーションとしてFMWの再旗揚げ戦を開催。8月、ハヤブサを中心としたメンバーはWMFを設立。8月11日、長野運動公園総合体育館大会を最後に再旗揚げしたFMWが活動停止。
一方、「FMW」名義のプロレス団体、プロレスプロモーションは後述のように幾度か復活している。

### スーパーFMW
2009年11月6日、後藤が記者会見を行ってターザン後藤一派を母体にプロレス団体の設立を発表。12月24日、新木場1stRINGで旗揚げ戦を開催。
2010年1月、ダイナマイトバンプを吸収合併。
2022年5月、後藤の逝去により活動停止。

### FMW25周年記念シリーズ
2014年5月8日、大仁田が記者会見を行って「FMW25周年記念シリーズ」を開催することを発表。シリーズを開催する全5大会のうち、開幕戦の新宿FACE大会（7月25日に開催）を除く4大会は、いずれも「大花火シリーズ」の中に試合が組み込まれていた。

### 超戦闘プロレスFMW
2015年3月4日、元FMW専務取締役営業部長の高橋英樹、ハヤブサ、超電戦士バトレンジャーが記者会見を行ってプロレスプロモーションの設立を発表。運営は高橋が代表を務めるFMWプロモーション。4月21日から4月23日、河西体育センター、宮城野区文化センター、ルネッサンス中の島でプレ旗揚げ3連戦を開催。4月27日、新宿FACEで旗揚げ戦を開催。6月25日、超花火プロレスとの業務提携を発表。8月12日、運営面強化のためにダイヤモンド・ジャパン・ホールディングが母体となり、ザメディアジョン・グループの代表である山近義幸がオーナー兼代表、高橋が営業本部長に就任。
2016年11月24日、本業が多忙を極めるようになったため、山近が円満退任してダイヤモンド・ジャパン・ホールディングは一時凍結となり、運営母体はFMWプロモーションに戻った。
2018年5月25日、水戸市民体育館サブアリーナ大会を最後に興行が開催されてないため事実上活動停止状態となる。

### FMWE
2021年5月6日、コウフ・フィールドの代表である加治木英隆、大仁田が記者会見を行ってプロレスプロモーションの設立を発表。運営は加治木と大仁田が共同代表を務める株式会社FMW。7月4日、鶴見青果市場で旗揚げ戦を開催。
2022年9月30日、FMWEは大仁田が代表を務める大仁田屋に譲渡されて加治木は代表権を大仁田に譲った。

## タイトル
FMW
- WWA世界ブラスナックル王座
- AWA世界ライトヘビー級王座
- WFDA世界マーシャルアーツ王座
- WFDA世界マーシャルアーツタッグ王座
- WFDA世界マーシャルアーツジュニアヘビー級王座
- 世界ブラスナックル王座
- 世界ブラスナックルタッグ王座
- 世界ストリートファイト6人タッグ王座
- インディペンデントワールド世界ヘビー級王座
- インディペンデントワールド世界ジュニアヘビー級王座
- WWA&インディペンデントワールド世界女子王座
- WEWシングル王座
- WEWタッグ王座
- WEW6人タッグ王座
- WEWハードコア王座
- WEWハードコアタッグ王座

超戦闘プロレスFMW
- FMW認定世界ストリートファイト8人タッグ王座

## 所属選手

### 男子選手
- 大仁田厚
- ターザン後藤（コーチ兼任）
- サンボ浅子（旧：浅子文晴）（サンボ）
- 徳田光輝（柔道）
- ミスター・ポーゴ（初代）
- 冬木弘道
- 大矢剛功
- リッキー・フジ
- モンキーマジック・ワキタ（現：スペル・デルフィン）
- 邪道（旧：ボートピープル・ジョー、秋吉昭二）
- 外道
- 三宅綾（旧：ザ・シューター2号）
- 超電戦士バトレンジャーZ（旧：上野幸秀、現：超電戦士バトレンジャー）
- フライングキッド市原（旧：市原昭仁、オーニタ・ジュニア、レイ・パンディータ）
- 新山勝利（旧：ザ・シューター（2代目）、ザ・グレート・パンク）
- 森重正臣
- 金村キンタロー（旧：W★ING金村、金村ゆきひろ）
- ハヤブサ（旧：江崎英治、H）
- ミスター雁之助（旧：本田雅史、本田雁之助）
- 保坂秀樹
- GOEMON（旧：中川浩二）
- 中牧昭二
- 黒田哲広
- 田中将斗（旧：田中正人）
- バイオモンスターDNA（旧：五所川原吾作、ミスター・ポーゴ（2代目）、工藤あづさ、現：gosaku）
- BADBOY非道（旧：非道、ウィリー高山）
- 南条隼人（旧：ダークレンジャー、マッハ隼人（2代目）、現：赤城）
- 新宿鮫（旧：大角比呂詩）（ボクシング）
- 怨霊
- 岡本衛（現：岡本魂）
- 牧村英雄
- マンモス佐々木（旧：佐々木嘉則）
- 山崎直彦
- チョコボール向井（旧：向山裕）
- 不死鳥カラス（旧：負死鳥カラス）
- ガルーダ（旧：森田友和）
- 牧田理（現：ソルジャー）
- 佐々木義人
- ハッピー池田（現：池田誠志）
- サン・ポール

### 女子選手
- デスピナ後藤（旧：バットガール、デスピナ・マンタガス）
- 工藤めぐみ
- 天田麗文
- コンバット豊田（旧：豊田記代）
- シャーク土屋（旧：土屋恵理子）
- ツッパリマック（旧：松田久美子）
- 里美和
- クラッシャー前泊（旧：前泊よしか）
- バッドナース中村（旧：中村理恵、ナース中村）
- ドレイク森松（旧：森松由紀）
- キラー岩見（旧：岩見敬子）
- 鍋野ゆき江（旧：鍋野ユキエ）
- 清水真弓
- 小泉恵美
- 熊沢菜緒子
- 小松崎由美子
- 中山香里
- 石倉由加利
- ミス・モンゴル（旧：上林愛貴）
- 元川恵美（現：さくらえみ）
- 池田陽子

## レギュラー参戦選手
- ミスター珍
- 上田勝次（英語版）（キックボクシング）
- 青柳政司（空手）
- 松永光弘（空手）
- 齋藤彰俊（空手）
- 木村浩一郎（総合格闘技）
- ザ・シューター（初代）（総合格闘技）
- 鶴見五郎
- 栗栖正伸
- 高杉正彦（旧：ザ・シューター1号）
- ザ・グレート・サスケ
- 戸井克成（旧：戸井マサル）
- TAKAみちのく
- 新崎人生
- ドラゴン・ウインガー（旧：闘龍、現：マグニチュード岸和田）
- NOSAWA（現：NOSAWA論外）
- ヤス・ウラノ

## スタッフ

### レフェリー
- テッド・タナベ
- 姉崎吾郎
- マーティー浅見
- 川並政嗣
- 井田嘉寛
- 伊藤豪
- 阿部八郎（現：阿部信輔）
- 中村伸能（現：ドラゴン・キッド）
- 石倉康晴（旧：負死鳥カラス、現：不死鳥カラス）
- 倉科岳文（現：鉄拳）

### リングアナウンサー
- 荒井昌一
- 鈴木崇文
- 中村吉佐
- 大宝拓治
- 山田敏広
- 平岩豪

## 来日外国人選手

### 男子選手
- アメリカン・ドラゴン
- アリゲーターマン1号
- アリゲーターマン2号
- アルマゲドン1号
- アルマゲドン2号
- ウルトラタロウ
- ウルトラマン
- エル・サタニコ
- クリス・チェッティ
- クリス・ヤングブラッド
- クリプト・キーパー（英語版）
- クレイジー・ボーイ
- ゲーリー・ウルフ
- ケビン・サリバン
- ケリー・ワコーズ
- ケン・シャムロック
- ケンドー
- コナン・エル・バルバロ
- サイコ1号
- サイコ2号
- ザ・グラジエーター
- ザ・シーク
- サブゥー
- ザ・ヘッドハンターズ（ヘッドハンターA&ヘッドハンターB）
- サンドマン
- シェーン・ダグラス
- ジェイソン・ザ・テリブル
- ジミー・バックランド
- ジャッジ・ドレッド
- ジョー・ルダック
- ショーン・マイケルズ
- ジョン・クローナス
- ジンギスカン（2代目）（コックローチ・ドス）
- スーパー・ノヴァ
- スーパー・レザー
- スペル・クレイジー
- タイガー・ジェット・シン
- タイガー・ジェット・シン・ジュニア
- ダミアン（コックローチ・ウノ、帰ってきたウルトラマン、アミーゴ・ウルトラ）
- 2・タフ・トニー
- ディック・マードック
- ティニエブラス
- テリー・ファンク
- ドクター・ハンニバル
- ドクター・ルーサー（英語版）
- トミー・ドリーマー
- ドリー・ファンク・ジュニア
- トレイシー・スマザーズ
- パット・タナカ
- バンバン・ビガロ
- ビースト・ザ・バーバリアン
- ビッグ・タイトン
- ピラタ・モルガン
- ブロンド・ボンバー
- ベイダー
- ホームレス・ジミー
- ボールズ・マホーニー
- ホーレス・ボウダー（英語版）
- マーク・スター（英語版）
- マーサナリー1号
- マーサナリー2号
- ミゲル・ペレス・ジュニア
- ライオン・ハート
- ランス・ケイド
- ランス・ストーム
- リッキー・バンデラス
- リック・モートン
- レイヴェン
- レイ・ミステリオ
- ロバート・ギブソン
- ロブ・ヴァン・ダム
- ワンマン・ギャング

### 女子選手
- ウィッチ・ウォリアー
- ジャズ
- スー・グリーン
- スーザン・スター
- スウィート・ジョージア・ブラウン
- デルタ・ダーン
- バンビ
- マグニフィセント・ミミ
- マリア・ホサカ
- レイラニ・カイ
- レジー・ベネット
- ローラ・ゴンザレス

### 男子格闘家
- ルーファス・ブラックボーン（ボクシング）
- レオン・スピンクス（ボクシング）
- カリプソ・ジム（キックボクシング）
- サマート・ルックマトリー（ムエタイ）
- 元璋淵（テコンドー）
- 李珏秀（テコンドー）
- 全承文（テコンドー）
- 金俊起（テコンドー）
- 金鉱煥（テコンドー）
- ウィリー・ウィリアムス（空手）
- コディ・テンプレトン（空手）[8]
- ジェリー・ブレネマン（空手）
- ソウル・キング（空手）[8]
- レイ・バレラ（空手）[8]
- グリゴリー・ベリチェフ（柔道）
- コバ・クルタニーゼ（柔道）
- ボリス・ゴキチャシビリ（柔道）

### 女子格闘家
- クリス・クルーズ・クリストファー（ボクシング）
- グンダレンコ・テレチコワ（柔道）

## 来日外国人関係者
- キラー・コワルスキー（レジェンド）[9]
- ジョン・トロス（レジェンド）[9]
- ビクター・キニョネス（マネージャー、ブッカー）
- レッド・バスチェン（ウィットネス、ブッカー）[10]